# Eduardo Bonvallet
Pour les articles homonymes, voir Bonvallet.
Eduardo Guillermo Jorge Bonvallet Godoy, né le 13 janvier 1955 à Santiago (Chili) et mort le 18 septembre 2015 dans la même ville, est un footballeur, entraîneur et animateur de radio et télévision chilien.
Surnommé El Gurú (« le gourou »), il était surtout connu pour ses commentaires acerbes envers les joueurs, entraîneurs et dirigeants de football. Son nom était régulièrement cité pour occuper le poste de sélectionneur du Chili.

## Biographie

### Carrière de joueur
Bonvallet fait ses débuts à l'Universidad de Chile en 1972. Transféré en 1975 à l'Universidad Católica, alors en deuxième division, il accède avec son nouveau club en D1. Trois ans plus tard, il évolue au Deportivo O'Higgins, club avec lequel il participe à la Copa Libertadores en 1979. Après avoir tenté sa chance aux États-Unis au début des années 1980 (Fort Lauderdale Strikers puis Tampa Bay Rowdies), il termine sa carrière en 1983 à l'Unión San Felipe.
International chilien de 1979 à 1982 (24 sélections, aucun but marqué), Bonvallet fait partie de l'équipe chilienne vice-championne d'Amérique du Sud en 1979. Il participe aussi à la Coupe du monde 1982 en Espagne, où il dispute les trois matchs de poule de son équipe, contre l'Autriche, la RFA et l'Algérie. Le Chili est éliminé au 1er tour du mondial.

### Carrière d'entraîneur
Entraîneur d'équipes au niveau universitaire, Bonvallet dirige le Deportivo Temuco (deuxième division) en 2007 mais ne peut éviter la relégation du club en D3 à la fin de la saison.

### Carrière dans les médias (radio et télévision)
C'est sous sa facette de commentateur et consultant sportif que Bonvallet se fait connaître du grand public chilien. Il anime divers programmes de radio et télévision avec un style direct et incisif, suscitant toujours la polémique, n'hésitant pas par exemple à révéler des scandales de corruption au sein du football de son pays. 
Il est régulièrement traduit en justice pour injure et calomnie à l'encontre de certaines personnalités sportives chiliennes (Iván Zamorano, Marcelo Ríos, Carlos Caszely, Sergio Livingstone entre autres).
En outre, Bonvallet n'a jamais caché son admiration pour l'ancien dictateur Augusto Pinochet qu'il a interviewé en 1997 sur la chaîne La Red.

### Décès
Le 18 septembre 2015, Bonvallet est retrouvé mort dans l’hôtel où il vivait à Santiago du Chili. D'après le rapport de police, il s'est donné la mort par pendaison,.

## Palmarès(joueur)
| Universidad Católica - Championnat du Chili D2 (1) : - Champion : 1975. |  | Chili - Copa América : - Finaliste : 1979. |